# کیم نا یونگ
کیم نا یونگ (کره‌ای: 김나영؛ زادهٔ ۳۱ دسامبر ۱۹۹۱) خواننده اهل کره جنوبی است که در سال ۲۰۱۵ با انتشار تک‌آهنگ «What If It Was Going» به شهرت رسید و این ترانه برای پنج روز در صدر جدول ملون (بزرگ‌ترین وبگاه استریم موسیقی کره جنوبی) و در صدر دیگر وبگاه‌های استریم قرار گرفت. او تاکنون سه آلبوم استودیویی، ۲۶ تک‌آهنگ و ۲۲ ساندترک منتشر کرده‌است.